# Kalkutta I
Als die erste Kalkutta-Ausgabe bzw. kurz Kalkutta I (1814/18) (englisch Calcutta I) wird eine aus zwei Bänden bestehende Ausgabe von Tausendundeiner Nacht bezeichnet, die 1814 und 1818 unter der Schirmherrschaft des College of Fort William for Oriental Languages in Kalkutta (Kolkata) veröffentlicht wurde.

## Einführung
Der Text enthält den Angaben der Arabian Nights Encyclopedia (ANE) zufolge einen Teil des Russell -Manuskripts, wie es von John Leyden kopiert wurde. Der Text wurde von Ahmad ibn Muhammad al-Shirwânî al-Yamanî, einem Arabischlehrer am Fort William College seit 1810, umfassend bearbeitet. Der Herausgeber ergänzte der ANE zufolge den Text auch mit Erzählungen aus anderen Quellen, insbesondere aus der Langlès-Ausgabe von Sindbad dem Seefahrer (1814) und dem Sindbad-Buch (Die List und Tücke der Frauen / ANE: The Craft and Malice of Women).
Der englische Dichter John Payne legte seiner Übersetzung der Tales from the Arabic („Erzählungen aus dem Arabischen“) 1884 die Ausgaben Breslau (siehe auch Max Habicht) und Kalkutta (1814–18) des Buches von Tausendundeiner Nacht zugrunde, die in den anderen gedruckten Texten des Werkes nicht vorkommen.